# Carabus violaceus
Il carabo violetto (Carabus violaceus (Linnaeus, 1758) è un coleottero appartenente alla famiglia dei Carabidi.

## Descrizione

### Adulto
I carabi raggiungono una lunghezza del corpo compresa tra 22 e 35 millimetri e hanno una struttura e una superficie del colore molto variabili. Sono di colore nero, ai bordi dello scudo del collo e le ali di copertura, di solito sono riconoscibili un orlo rosso-viola, blu o blu-verde. Lo scudo sul collo finemente rugoso è solitamente colorato in uno di questi colori su una vasta area. Le ali di copertura sono allungate, ovali e a grana fine. Alcuni esemplari presentano costole sottili, separate da file di punti. Le antenne e le zampe sono nere. Il penultimo arto dei palpi labiali ha più di due setole, lo scarabeo a terra liscia simile (C. glabratus) ha solo due di queste setole.

### Larva

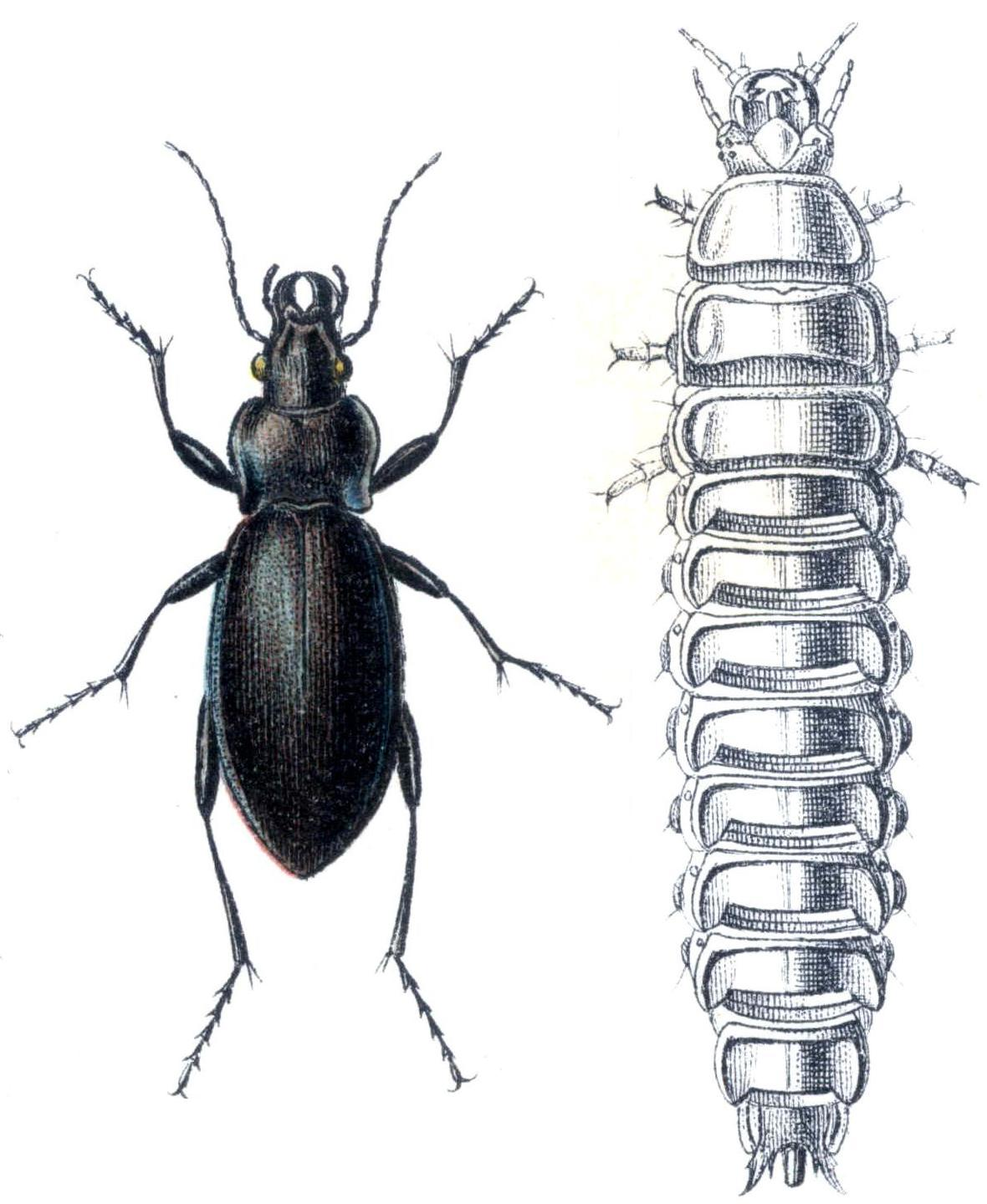
Struttura di C. violaceus

## Stile di vita
Gli adulti e le loro larve sono attivi al crepuscolo e cacciano sul suolo della foresta. Ma si cibano anche di carogne e funghi freschi. A questa specie piace nascondersi sotto muschio e pietre. Dopo tre muta, la larva si accoppia in una grotta terrestre. Ci sono setole più rigide sulla schiena che impediscono alla bambola di entrare in diretto contatto con il pavimento. Lo svernamento avviene sia nella fase larvale che come un carabo adulto.

## Biologia
Compare a marzo e rimane attivo fino a ottobre, gli adulti vivono più di un anno e svernano negli alberi morti. Predilige foreste e pascoli umidi, fino al piano alpino ma si può rinvenire anche nei giardini. Gli adulti non volano.

## Distribuzione e habitat
C. coriaceus è diffuso in Europa dalla Spagna alla Scandinavia estendendo il suo areale ad est alla Russia fino a nord del Circolo Polare Artico. Nel sud-ovest, la loro distribuzione si estende ai Pirenei. Non pervenuto nelle isole del Mediterraneo.